# Ronja Rövardotter (TV-serie, 2014)
Ronja Rövardotter (japanska: Sanzoku no musume Rōnya, 山賊の娘ローニャ, "Rövardottern Ronja") är en animerad japansk TV-serie i regi av Gorō Miyazaki. Den är baserad på Astrid Lindgrens bok Ronja Rövardotter och premiärsändes i japansk TV hösten 2014. 30 januari 2016 hade den premiär i Barnkanalen, i en dubbning till svenska.

## Beskrivning

### Bakgrund och teman
Sanzoku no musume Rōnya är en animerad version av Astrid Lindgrens Ronja Rövardotter, och detta är första gången Gorō Miyazaki regisserar en animerad TV-serie. Hans far, Hayao Miyazaki, har aldrig producerat någon film eller TV-serie efter Lindgrens verk. Hans och Isao Takahatas Panda, panda! (1972–73) gjordes dock med tydlig påverkan från Pippi Långstrump, efter att duon fått avslag från Lindgren på sin förfrågan att få animera Pippi.
Serien ligger väldigt nära Astrid Lindgrens original, vissa delar är nästan ordagrant återgivna från boken.
Ronja-serien, som i likhet med Studio Ghiblis Prinsessan Mononoke utspelas inne i skogen bland djur, människor och andra varelser, har enligt Miyazaki flera viktiga teman:
| ”                     | /…/ både en historia om en flicka som växer upp, en berättelse om kärlek och utveckling mellan förälder och barn, och en historia om vänskapsband. Mitt mål [med serien] är att skapa ett verk som alla, barn som vuxna, kan tycka om. | „ |
| – Gorō Miyazaki, 2014 | |   |

## Figurer
- Ronja (ローニャ Roonya?) - Rövarhövdingen Mattis enda dotter, och full av liv. Svart hår och ögon. Tio år.
- Birk (ビルク Biruku?) - Borkas son som Ronja möter vid Helvetesgapet. Han har rött hår och är pålitlig och modig. Han föddes samma dag som Ronja.
- Mattis (マッティス Mattisu?) - Ronjas far och rövarhövding över tolv rövare, som håller till i en borg med skog omkring. Han är passionerad, kolerisk, impulsiv, stark och älskar Ronja av hela sitt hjärta.
- Lovis (ロヴィス Rovisu?) - Ronjas mor och Mattis hustru som även är kokerska åt rövarna. Hon är kärleksfull och älskar att sjunga. Har även koll på mannarna i rövarbandet.
- Borka (ボルカ Boruka?) - Den robuste hövdingen av som är rival till Mattis. Även hans rövarband har tolv rövare, och håller till i andra änden av halva borgen. Han är far till Birk.
- Undis (ウンティス Undisu?) - Borkas hustru och Birks mor, som hon är väldigt överbeskyddande över.
- Skalle-Per (スカッレ・ペール Sukarre Peeru?) - Den äldste av Mattis rövare; är pålitlig och som en farfar.
- Fjosok (フョーソク Fyoosoku?) - En av Mattis rövare; har långt svart hår och mustasch, och har en röd bandana.
- Pelje (ペリェ Perye?) - En av Mattis rövare som har långt lurvigt hår, som täcker ena ögat.
- Tjorm (チョルム Chorumu?) - En av Mattis rövare som har böljande blont hår.
- Sturkas (ストゥルカス Suturukasu?) - En av Mattis rövare som har rostrött hår, pipskägg och lila hårband.
- Knotas (クノータス Kunootasu?) - En av Mattis rövare som är stor med blont hår och har en ormtatuering på sin vänsterarm, och går med bar överkropp och bär solglasögon.
- Tjegge (チェッゲ Chegge?) - En av Mattis rövare som går med bar överkropp, har långt brunt hår, pipskägg och inga ögonbryn.
- Lill-Klippen (リル・クリッペン Riru Kurippen?) - En av Mattis rövare som har gulbrunt hår.
- Jutis (ユティス Yutisu?) - En av Mattis rövare med mörkblont hår, och bär hjälm som täcker ögonen.
- Joen (ヨエン Yoen?) - En av Mattis rövare som har långt brunt hår, och har en hjälm med horn. Brukar vid festsammanhang spela trumma.
- Labbas (ラッバス Rabbasu?) - En av Mattis rövare som har långt pilformat rödblont hår, och har solglasögon. Brukar roa sig med att spela luta.
- Turre (トゥッレ Turre?) - En av Mattis rövare med gulbrunt hår samlat i en hästsvans, och har pipskägg. Brukar vid festsammanhang spela skalmeja.
- Vildvittror (鳥女 Torionna?) - Ett väsen med en kvinnas huvud och en förhistorisk fågels kropp.
- Grådvärgar (灰色小人 Haiiro-kobito?) - Små grå nattvarelser som är fientliga mot människor, och som kan känna av rädsla.

### Röster
| Roll         | Japansk originalröst | Svensk röst               |
| ------------ | -------------------- | ------------------------- |
| Ronja        | Haruka Shiraishi     | Laura Jonstoij Berg       |
| Birk         | Reika Uyama          | Leon Pålsson Sälling      |
| Mattis       | Takaaki Seki         | Mattias Knave             |
| Lovis        | Yukari Nozawa        | Vanna Rosenberg           |
| Borka        | Atsuki Tani          | Jan Åström                |
| Undis        | Mika Doi             | Charlotte Ardai Jennefors |
| Skalle-Per   | Umeji Sasaki         | Björn Gedda               |
| Fjosok       | Shoichiro Akaboshi   | Johan Hedenberg           |
| Pelje        | Yuusuke Tezuka       | Christian Hedlund         |
| Tjorm        | Takeo Ogawa          | Ole Ornered               |
| Sturkas      | Kenji Sugimura       | Peter Eggers              |
| Knotas       | Takahiro Shimada     | Steve Kratz               |
| Tjegge       | Rintarou Nishi       | Anders Öjebo              |
| Lill-Klippen | Keiji Himeno         | Tom Ljungman              |
| Vildvittror  | Saori Kato           | Charlotte Ardai Jennefors |
| Berättare    | Fukiko Endou         | Irene Lindh               |

- Svensk översättning – Anoo Bhagavan, Annelie Berg Bhagavan
- Dialogregissör – Hasse Jonsson
- Inspelningstekniker – Hasse Jonsson, Mikael Regenholz
- Svensk version producerad av Eurotroll AB[4]

## Produktion och distribution
TV-serien animerades av bolaget Polygon Pictures (The Sky Crawlers), i samarbete med Studio Ghibli. Den premiärvisades hos NHK, Japans offentligägda TV-bolag. Produktionen är helt datorbaserad, och man använde 3D-animering vid bland annat figuranimeringen. 13 juli 2014 släpptes den första trailern till TV-serien.
Juli 2014 meddelades att sångerskan och skådespelaren Aoi Teshima skulle komma att sjunga TV-seriens ledmotiv "Haru no sakebi" ('Vårskriket'). Teshima sjöng även ledmotiven till Miyazakis långfilmer Legender från Övärlden och Uppe på vallmokullen.
Det första av 26 animerade avsnitt hade japansk premiär 11 oktober 2014.
30 januari 2016 hade TV-serien premiär i Barnkanalen. Den sändes där på lördagskvällar under vintern och våren 2016, i en dubbning till svenska. Bland de svenska röstskådespelarna finns Laura Jonstoij Berg som Ronja och Leon Pålsson Sälling som Birk.